# Uxellodunum
Uxellodunum was een Gallisch oppidum uit de oudheid, gelegen aan de rivier de Dordogne bij het hedendaagse dorp Vayrac. De vesting lag in het gebied van de Cadurci. Uxellodunum was in 51 v.Chr. de locatie van de laatste Gallische opstand tegen de Romeinen.
In de Commentarii de bello Gallico beschrijft Julius Caesar het oppidum als een sterke vesting, mede dankzij zijn natuurlijke ligging op een heuvel, bijna geheel omgeven door een vallei.

## Het beleg
De strijd om Uxellodunum is vooral bekend uit de Commentarii de bello Gallico. Daarnaast vermeldt Sextus Julius Frontinus het beleg in zijn boek Stratagemata.
De belegering begon nadat Lucterius en Drappes, de leiders van de Cadurci respectievelijk de Senones, zich in het oppidum op een Romeinse aanval hadden voorbereid. De Romeinse commandant Gaius Caninius Rebilus zette twee legioenen in om het oppidum te belegeren; later werd zijn leger nog met 25 cohorten aangevuld. Tijdens een poging om voedsel te zoeken voor de belegerden, werd Drappes gevangen genomen en geëxecuteerd.
Zodra Julius Caesar was geïnformeerd over deze Gallische opstand, haastte hij zich naar Uxellodunum om persoonlijk de leiding op zich te nemen. Door de watervoorziening voor de Galliërs af te sluiten werd de situatie binnen het oppidum zo hopeloos, dat de belegerden zich overgaven. Lucterius was nog vóór de overgave uit Uxellodunum gevlucht.
Om een voorbeeld te stellen voor de rest van Gallië, liet Caesar de handen afhakken van alle Gallische mannen die Uxellodunum hadden verdedigd.

## Locatie
Lange tijd was het onduidelijk waar Uxellodunum precies heeft gelegen. Zo werd verondersteld dat het lag op de plek van het dorp Capdenac. Uit archeologisch onderzoek bleek echter Puy d’Issolud in Vayrac de meest aangewezen locatie van Uxellodunum te zijn. Op deze plek zijn niet alleen wapens gevonden, maar er zijn ook topografische kenmerken die overeenkomen met de beschrijvingen. Verschillende vondsten worden getoond in Martel in het Musée d'Uxellodunum. Ook in Vayrac bevindt zich een museum dat is gewijd aan het oppidum, het Musée Uxellodunum.